# دولتشاه القاجاري
دولتشاه القاجاري (1203 - 1237 هـ / 1789 - 1821 م) هو أكبر أولاد السلطان فتح علي شاه القاجاري، وكان سياسياً وأديباً.
هو محمد علي ميرزا ابن السلطان فتح علي شاه القاجاري، المعروف بدولتشاه، المشهور بدولت. ولد في قصبة نوا سنة 1203 هـ، وكان أبوه يعزه ويحبه كثيرا. قام بتدبير شؤون الدولة في فارس والعراق وكرمانشاه بأمر من والده، وأعاد النظام والأمن إلى منطقة لرستان، وأخمد الثورات التي قامت في ضد أبيه، وقضى عليها. توفي في العراق سنة 1237 هـ. من آثاره: ديوان شعر بالفارسية.